# Théo Léon
Théo Léon (Chambéry, 16 agosto 1992) è un cestista francese.